# Гермоген (Сперанский)
Архимандрит Гермоген (в миру Георгий Прокопьевич Сперанский; 26 ноября 1778 — 19 июня 1845) — архимандрит Московского Спасо-Андроникова монастыря.

## Биография
Георгий Прокопьевич Сперанский родился 26 ноября 1778 года в семье причетника (впоследствии священника) села Фёдоровского Коломенского уезда.
Обучался в Коломенской духовной семинарии, где носил фамилии Успенский и Федоровский. С 1799 года обучался в Московской Славяно-греко-латинской академии, которую он окончил в 1804 году вторым студентом. Во время учения он терпел крайнюю нужду, заставлявшую его вместо писчей бумаги употреблять берёзовую кору.
С 1804 по 1814 год преподавал в Славяно-греко-латинской академии французский язык, в котором он настолько усовершенствовался, что на нём «говорить и сочинять мог свободно».
События Отечественной войны 1812 года возбудили в Сперанском мысль о «неотложной нужде покаяния и презрения тленных скорогибнущих благ мира сего». 10 августа 1813 года он был пострижен с именем Гермогена, 15 августа рукоположен во иеродиакона, 8 сентября в иеромонаха и 16 марта 1814 года получил звание соборного иеромонаха Донского монастыря.
При преобразовании в 1814 году Московской академии иеромонах Гермоген был назначен бакалавром по кафедре обличительного богословия, став одним из трёх из 12 бакалавров Славяно-греко-латинской академии, которые перешли в МДА.
Однако до 1816 года иеромонах Гермоген исполнял только обязанности библиотекаря «единственно для сохранения и приведения в порядок расстроенной во время набега французского» академической библиотеки, будучи в то же время и членом Духовно-цензурного комитета. Ревизовавший в 1815 году Московскую духовную академию архимандрит Филарет (Дроздов) (впоследствии митрополит Московский) дал о Гермогене хороший отзыв в том смысле, что он «довольно способен и неутомимо прилежен и назидателен для сотрудников и воспитанников примером благочестивой и строгой жизни».
16 февраля 1816 году Гермоген был назначен инспектором МДА, а 22 апреля настоятелем Высоцкого монастыря в Серпухове и 9 мая возведён в сан архимандрита.
3 марта 1817 года Гермоген был переведен в Коломну в Ново-Голутвин монастырь Московской епархии.
Четыредесятницу 1818 года Гермоген задумал провести «в строжайшем посте», но через 12 дней такого поста его еле живого извлекли из кельи, взломав дверь. С этого времени Гермоген потерял голос и приобрел на всю жизнь трясение головы. Религиозная экзальтация Гермогена сделала его неудобным на месте инспектора. В 1818 году тот же Филарет, в то время уже епископ Ревельский, дал о Гермогене отзыв, лестный для него, как монаха, и невыгодный для него, как инспектора. «При основательно добром расположении духа и образа жизни, доносил Филарет Комиссии Духовных Училищ, полезен Академии более примером, нежели наставлением и управлением, частью по слабости здоровья, которое препятствует ему в напряжении мысленных сил, частью по такой склонности к отвлеченной жизни, которая иногда неблаговременно увлекает его внимание от предметов внешних его обязанностей по званию наставника и блюстителя нравственности юношей». На основании этого отзыва Комиссия 29 июля 1818 года постановила уволить Гермогена от училищной службы «впредь до усмотрения по слабости здоровья, препятствующей ему проходить сие звание с должным напряжением сил», и представила его на вакансию настоятеля Андроникова монастыря, куда он и был назначен 19 августа 1818 года.
С исполнением обязанностей настоятеля Гермоген соединял исполнение обязанностей члена консистории и надзирателя Единоверческой типографии. В 1832 году он был назначен членом комиссии, свидетельствовавшей мощи Святого Митрофана Воронежского, и при открытии мощей был награждён орденом Святого Владимира 3-й степени.
В Андроникове монастыре благодаря пожертвованиям равных благотворителей Гермоген отделал заново церкви и устроил новые приделы: Спасский собор был расписан внутри и снаружи; в нем был устроен новый иконостас и серебряная одежда на престол; Архангельская церковь была также расписана, снабжена новым иконостасом и при ней были устроены приделы Иоанна Предтечи и Александра Команского; в колокольне была восстановлена церковь Симеона, Сродника Господня; был слит и колокол в 400 пудов; при монастыре была учреждена в 1826 году в небольших, правда, размерах Феодоровская больница для «заштатных дряхлых старцев».
По отзывам современников, Гермоген был «не из последних проповедников своего времени», но напечатано лишь одно его надгробное слово статской советнице Смольянской (1821 год), в котором находится «изображение торжественного вшествия подвигами веры украшенного христианина во врата горняго Иерусалима».
«Не херувим с пламенником в руках воспящает путь ему», — говорил проповедник, — «но тьмы ангелов переносят его к вечери, Агнцем, прежде мир не бысть закланным, уготованной. Не бог раздраженный, не судия правосудный, мечем уст своих поразить готовый, сретает его; но кроткий, чадолюбивый, милосердый Отец приемлет его на отчее лоно Своё. Не цепь злодеяний, на распутиях мира содеваемых, влечется за ним, но ряд добродетелей, рясны златыми одеявших душу его, сопровождает его. Нищета духовная, чистота сердечная, кротость благопокорливая, братолюбие беспритворное, самоотвержение кровавое, облекшие его во одежду белу заслуги Искупителя последствуют за ним».
Строгий аскет, Гермоген отличался кротостью, снисходительностью и молчаливостью. Он не пропускал ни одной церковной службы; часто уединялся для молитв в запущенный монастырский сад, где оставался иногда по нескольку суток без пищи. Обстановка его была самая простая: «Подавай ему одной травы, будет с удовольствием кушать и ничего не скажет», говорил о Гермогене его келейник. К родным Гермоген «горел» любовью и всячески помогал им; но был бессребреником в полном смысле слова и деньги считал не рублями, а числом ассигнаций, которые келейники безбожно подменяли ему мелкими. «Ангел, а не человек» был общий отзыв о Гермогене.
Здоровье Гермогена было слабое, и долгие годы он страдал «нервною болезнью, соединенной с постоянным мокротным кашлем». Гермоген умер 19 июня 1845 года и был погребен близ алтаря Спасского собора; но по пристройке к собору Успенского придела могила Гермогена подошла под придельный алтарь.